# Eupithecia occidens
Eupithecia occidens är en fjärilsart som beskrevs av Claude Herbulot 1987. Eupithecia occidens ingår i släktet Eupithecia och familjen mätare. Inga underarter finns listade i Catalogue of Life.